# 無人島物語シリーズ
無人島物語シリーズ（むじんとうものがたりシリーズ）は、ケイエスエス及びその系列会社から発売されていたシミュレーションゲームのシリーズである。
無人島に漂着した主人公が同様に漂着したサブキャラクターを仲間に加え、入手したアイテム等で道具を作るなどして生き抜くサバイバルライフを描いている。

## シリーズ一覧
| 1994 | 無人島物語                                              |
| 1995 | 無人島物語2                                             |
| 1996 | 無人島物語3 〜A.D.1999 TOKYO.〜                         |
| 1996 | DESERTED ISLAND                                         |
| 1997 | 無人島物語R 〜Survival life in the uninhabited region〜 |
| 1997 | 無人島物語X〜外伝                                       |
| 1998 | 無人島物語4                                             |
| 1998 | 無人島物語アナザーワールド                              |
| 1998 | 無人島物語R 〜ふたりのラブラブ愛ランド〜                |
| 1999 | 漂流記 The reportage beyond the sea                     |
| 1999 | 無人島物語R2                                            |
| 1999 | 無人島物語XX                                            |
| 2000 |                                                         |
| 2001 | 無人島物語X.2001 〜姿なき悪魔〜                         |

機種略称
- PC-9800シリーズ：PC98
- FM-TOWNS：TOWNS
- Microsoft Windows：WIN
- スーパーファミコン：SFC
- セガサターン：SS
- PlayStation：PS

### 無人島物語
全てケイエスエスよりの発売。
無人島物語（PC98、TOWNS、SFC）
1994年8月5日にPC98版が発売。シリーズの基礎を確立。
無人島物語2（PC98）
1995年に発売。
無人島物語3 〜A.D.1999 TOKYO.〜（PC98）
1996年に発売。無人島ではなく、大地震で壊滅した東京でのサバイバルを描く。無人島物語（『4』、『漂流記』）の真エンドで言われていた5年後に起こる地球規模の地殻変動が実際に発生し世界中の文明圏は事実上崩壊した。主人公は生き残った人々のリーダーとなり、崩壊した首都圏で生き抜かなければならない。廃墟を復興して楽園を築くのも、首都圏を捨てて脱出するかもグループを指揮するプレイヤーにかかっている。前作までのアイテム作成に解体要素が加わり、再利用可能なアイテムが登場。
DESERTED ISLAND（PS）
1996年11月29日発売。無人島物語アナザーワールドの原型となった作品。
無人島物語4（WIN）
1998年7月24日発売。無人島物語第1作のリメイク。舞台となる島のマップと登場人物は第一作をベースにデザインされている。キャラクターデザインは佐藤茂夫。ゲーム内のイベントシーンは全て256色で描かれている。操作はコマンド入力タイプからマウスでキャラクターやアイテムをクリックするタイプに変更された。「3」と同じステージクリア方式が採用されており、目標を達成することで移動範囲が広がっていく。
無人島物語アナザーワールド（WIN）
1998年9月25日発売。新たに発見された孤島に探検隊を率いて新種生物の調査をするのが目的。
漂流記 The reportage beyond the sea（PS）
1999年10月28日発売。タイトルは違うが無人島物語4の移植作品。2011年7月6日よりゲームアーカイブスでも配信。レイティングはCERO：B（12才以上対象）。

### 無人島物語R
無人島におけるサバイバルに加え、漂流者間の恋愛シミュレーション要素を加えた作品。ケイエスエスより発売。
無人島物語R 〜Survival life in the uninhabited region〜（WIN）
1997年4月25日発売。男女間の恋愛だけでなく男同士の恋愛も可能。
無人島物語R 〜ふたりのラブラブ愛ランド〜（SS）
1998年5月28日発売。パソコン版の移植。キャラクターデザインは佐藤茂夫。バカンスを満喫しようと女の子たちを引き連れて南の島にやってきたが、存外にも無人島に取り残されることになる。ゲーム冒頭でいくつかの質問が出され、答え方によって無人島で生活を共にする5人のメンバーが決まる。与えられた期間は３か月。プレイヤーは仲間と共に島内を探索して、食べ物や島を抜け出すためのアイテムを見つけていく事になる。CERO：Z（18才以上推奨）。
無人島物語R2 （WIN）
1999年4月23日発売。ディレクターは坂井志保。プロデューサーは千田英彦。物語は主人公とその親友、そして4人の女の子が島を訪れるところから始まる。一泊だけのはずが迎えの船がまったく来ない。6人は無人島でサバイバル生活をすることになる。デートコマンドや料理コマンドなどのゲーム内容は、前作を継承。戦闘部分が強化されるなどの改良が施されている。

### 無人島物語X
『R』の路線を推し進めてセックスシーン等を盛り込み、アダルトゲームとなったシリーズ。ピンパイより発売。
無人島物語X〜外伝（WIN）
1997年9月26日発売。
無人島物語XX（WIN）
1999年2月26日発売。謎の男によって無人島に連れてこられた主人公と美少女たちを島から脱出させる事が最終目的。そのために必要なのが、元上司である須坂がバラバラにした船のパーツを集めること。船のパーツはキーアイテムになるが、手に入れるには、サディストの須坂に女の子が襲われる必要がある。しかし、「敵LOVE」と呼ばれる隠しパラメータの値が低い時は、女の子が襲われているにも関わらず、イベントグラフィックが表示されることがなく、キーアイテムが手に入らない場合もある。
無人島物語XXX（WIN）
1999年8月27日発売。
無人島物語X.2001 〜姿なき悪魔〜（WIN）
2001年4月27日発売。
また、本作を原作としたアダルトアニメが、アームスによって『無人島物語X』『無人島物語XX』の計2作制作されている。